# Unicodeblock Ahom
Der Unicodeblock Ahom (U+11700 bis U+1173F) enthält die Zeichen der Ahom-Schrift, in welcher Ahom, eine alte Sprache aus Assam, geschrieben wurde.

## Liste
| Unicodenummer   | Zeichen (400 %) | Kategorie                               | Bidirektionale Klasse       | Offizielle Bezeichnung                 | Beschreibung                              |
| --------------- | --------------- | --------------------------------------- | --------------------------- | -------------------------------------- | ----------------------------------------- |
| U+11700 (71424) | 𑜀               | anderer Buchstabe, Silbe oder Ideogramm | links nach rechts           | AHOM LETTER KA                         | Ahom-Buchstabe Ka                         |
| U+11701 (71425) | 𑜁               | anderer Buchstabe, Silbe oder Ideogramm | links nach rechts           | AHOM LETTER KHA                        | Ahom-Buchstabe Kha                        |
| U+11702 (71426) | 𑜂               | anderer Buchstabe, Silbe oder Ideogramm | links nach rechts           | AHOM LETTER NGA                        | Ahom-Buchstabe Nga                        |
| U+11703 (71427) | 𑜃               | anderer Buchstabe, Silbe oder Ideogramm | links nach rechts           | AHOM LETTER NA                         | Ahom-Buchstabe Na                         |
| U+11704 (71428) | 𑜄               | anderer Buchstabe, Silbe oder Ideogramm | links nach rechts           | AHOM LETTER TA                         | Ahom-Buchstabe Ta                         |
| U+11705 (71429) | 𑜅               | anderer Buchstabe, Silbe oder Ideogramm | links nach rechts           | AHOM LETTER ALTERNATE TA               | Ahom-Buchstabe alternatives TA            |
| U+11706 (71430) | 𑜆               | anderer Buchstabe, Silbe oder Ideogramm | links nach rechts           | AHOM LETTER PA                         | Ahom-Buchstabe Pa                         |
| U+11707 (71431) | 𑜇               | anderer Buchstabe, Silbe oder Ideogramm | links nach rechts           | AHOM LETTER PHA                        | Ahom-Buchstabe Pha                        |
| U+11708 (71432) | 𑜈               | anderer Buchstabe, Silbe oder Ideogramm | links nach rechts           | AHOM LETTER BA                         | Ahom-Buchstabe Ba                         |
| U+11709 (71433) | 𑜉               | anderer Buchstabe, Silbe oder Ideogramm | links nach rechts           | AHOM LETTER MA                         | Ahom-Buchstabe Ma                         |
| U+1170A (71434) | 𑜊               | anderer Buchstabe, Silbe oder Ideogramm | links nach rechts           | AHOM LETTER JA                         | Ahom-Buchstabe Ja                         |
| U+1170B (71435) | 𑜋               | anderer Buchstabe, Silbe oder Ideogramm | links nach rechts           | AHOM LETTER CHA                        | Ahom-Buchstabe Cha                        |
| U+1170C (71436) | 𑜌               | anderer Buchstabe, Silbe oder Ideogramm | links nach rechts           | AHOM LETTER THA                        | Ahom-Buchstabe Tha                        |
| U+1170D (71437) | 𑜍               | anderer Buchstabe, Silbe oder Ideogramm | links nach rechts           | AHOM LETTER RA                         | Ahom-Buchstabe Ra                         |
| U+1170E (71438) | 𑜎               | anderer Buchstabe, Silbe oder Ideogramm | links nach rechts           | AHOM LETTER LA                         | Ahom-Buchstabe La                         |
| U+1170F (71439) | 𑜏               | anderer Buchstabe, Silbe oder Ideogramm | links nach rechts           | AHOM LETTER SA                         | Ahom-Buchstabe Sa                         |
| U+11710 (71440) | 𑜐               | anderer Buchstabe, Silbe oder Ideogramm | links nach rechts           | AHOM LETTER NYA                        | Ahom-Buchstabe Nya                        |
| U+11711 (71441) | 𑜑               | anderer Buchstabe, Silbe oder Ideogramm | links nach rechts           | AHOM LETTER HA                         | Ahom-Buchstabe Ha                         |
| U+11712 (71442) | 𑜒               | anderer Buchstabe, Silbe oder Ideogramm | links nach rechts           | AHOM LETTER A                          | Ahom-Buchstabe A                          |
| U+11713 (71443) | 𑜓               | anderer Buchstabe, Silbe oder Ideogramm | links nach rechts           | AHOM LETTER DA                         | Ahom-Buchstabe Da                         |
| U+11714 (71444) | 𑜔               | anderer Buchstabe, Silbe oder Ideogramm | links nach rechts           | AHOM LETTER DHA                        | Ahom-Buchstabe Dha                        |
| U+11715 (71445) | 𑜕               | anderer Buchstabe, Silbe oder Ideogramm | links nach rechts           | AHOM LETTER GA                         | Ahom-Buchstabe Ga                         |
| U+11716 (71446) | 𑜖               | anderer Buchstabe, Silbe oder Ideogramm | links nach rechts           | AHOM LETTER ALTERNATE GA               | Ahom-Buchstabe alternatives Ga            |
| U+11717 (71447) | 𑜗               | anderer Buchstabe, Silbe oder Ideogramm | links nach rechts           | AHOM LETTER GHA                        | Ahom-Buchstabe Gha                        |
| U+11718 (71448) | 𑜘               | anderer Buchstabe, Silbe oder Ideogramm | links nach rechts           | AHOM LETTER BHA                        | Ahom-Buchstabe Bha                        |
| U+11719 (71449) | 𑜙               | anderer Buchstabe, Silbe oder Ideogramm | links nach rechts           | AHOM LETTER JHA                        | Ahom-Buchstabe Jha                        |
| U+1171A (71450) | 𑜚               | anderer Buchstabe, Silbe oder Ideogramm | links nach rechts           | AHOM LETTER ALTERNATE BA               | Ahom-Buchstabe alternatives Ba            |
| U+1171D (71453) | 𑜝                | Markierung ohne Extrabreite             | Markierung ohne Extrabreite | AHOM CONSONANT SIGN MEDIAL LA          | Ahom-Konsonantenzeichen Medial-LA         |
| U+1171E (71454) | 𑜞                | Markierung ohne Extrabreite             | Markierung ohne Extrabreite | AHOM CONSONANT SIGN MEDIAL RA          | Ahom-Konsonantenzeichen Medial-RA         |
| U+1171F (71455) | 𑜟                | Markierung ohne Extrabreite             | Markierung ohne Extrabreite | AHOM CONSONANT SIGN MEDIAL LIGATING RA | Ahom-Konsonantenzeichen Medial Ligatur-RA |
| U+11720 (71456) | 𑜠                | Markierung mit Extrabreite              | links nach rechts           | AHOM VOWEL SIGN A                      | Ahom-Vokalzeichen A                       |
| U+11721 (71457) | 𑜡                | Markierung mit Extrabreite              | links nach rechts           | AHOM VOWEL SIGN AA                     | Ahom-Vokalzeichen Aa                      |
| U+11722 (71458) | 𑜢                | Markierung ohne Extrabreite             | Markierung ohne Extrabreite | AHOM VOWEL SIGN I                      | Ahom-Vokalzeichen I                       |
| U+11723 (71459) | 𑜣                | Markierung ohne Extrabreite             | Markierung ohne Extrabreite | AHOM VOWEL SIGN II                     | Ahom-Vokalzeichen Ii                      |
| U+11724 (71460) | 𑜤                | Markierung ohne Extrabreite             | Markierung ohne Extrabreite | AHOM VOWEL SIGN U                      | Ahom-Vokalzeichen U                       |
| U+11725 (71461) | 𑜥                | Markierung ohne Extrabreite             | Markierung ohne Extrabreite | AHOM VOWEL SIGN UU                     | Ahom-Vokalzeichen Uu                      |
| U+11726 (71462) | 𑜦                | Markierung mit Extrabreite              | links nach rechts           | AHOM VOWEL SIGN E                      | Ahom-Vokalzeichen E                       |
| U+11727 (71463) | 𑜧                | Markierung ohne Extrabreite             | Markierung ohne Extrabreite | AHOM VOWEL SIGN AW                     | Ahom-Vokalzeichen Aw                      |
| U+11728 (71464) | 𑜨                | Markierung ohne Extrabreite             | Markierung ohne Extrabreite | AHOM VOWEL SIGN O                      | Ahom-Vokalzeichen O                       |
| U+11729 (71465) | 𑜩                | Markierung ohne Extrabreite             | Markierung ohne Extrabreite | AHOM VOWEL SIGN AI                     | Ahom-Vokalzeichen Ai                      |
| U+1172A (71466) | 𑜪                | Markierung ohne Extrabreite             | Markierung ohne Extrabreite | AHOM VOWEL SIGN AM                     | Ahom-Vokalzeichen Am                      |
| U+1172B (71467) | 𑜫                | Markierung ohne Extrabreite             | Markierung ohne Extrabreite | AHOM SIGN KILLER                       | Ahom-Zeichen Killer                       |
| U+11730 (71472) | 𑜰               | Dezimalziffer                           | links nach rechts           | AHOM DIGIT ZERO                        | Ahom-Ziffer Null                          |
| U+11731 (71473) | 𑜱               | Dezimalziffer                           | links nach rechts           | AHOM DIGIT ONE                         | Ahom-Ziffer Eins                          |
| U+11732 (71474) | 𑜲               | Dezimalziffer                           | links nach rechts           | AHOM DIGIT TWO                         | Ahom-Ziffer Zwei                          |
| U+11733 (71475) | 𑜳               | Dezimalziffer                           | links nach rechts           | AHOM DIGIT THREE                       | Ahom-Ziffer Drei                          |
| U+11734 (71476) | 𑜴               | Dezimalziffer                           | links nach rechts           | AHOM DIGIT FOUR                        | Ahom-Ziffer Vier                          |
| U+11735 (71477) | 𑜵               | Dezimalziffer                           | links nach rechts           | AHOM DIGIT FIVE                        | Ahom-Ziffer Fünf                          |
| U+11736 (71478) | 𑜶               | Dezimalziffer                           | links nach rechts           | AHOM DIGIT SIX                         | Ahom-Ziffer Sechs                         |
| U+11737 (71479) | 𑜷               | Dezimalziffer                           | links nach rechts           | AHOM DIGIT SEVEN                       | Ahom-Ziffer Sieben                        |
| U+11738 (71480) | 𑜸               | Dezimalziffer                           | links nach rechts           | AHOM DIGIT EIGHT                       | Ahom-Ziffer Acht                          |
| U+11739 (71481) | 𑜹               | Dezimalziffer                           | links nach rechts           | AHOM DIGIT NINE                        | Ahom-Ziffer Neun                          |
| U+1173A (71482) | 𑜺               | anderes Zahlzeichen                     | links nach rechts           | AHOM NUMBER TEN                        | Ahom-Zahl Zehn                            |
| U+1173B (71483) | 𑜻               | anderes Zahlzeichen                     | links nach rechts           | AHOM NUMBER TWENTY                     | Ahom-Zahl Zwanzig                         |
| U+1173C (71484) | 𑜼               | andere Interpunktion                    | links nach rechts           | AHOM SIGN SMALL SECTION                | Ahom-Zeichen schmaler Trenner             |
| U+1173D (71485) | 𑜽               | andere Interpunktion                    | links nach rechts           | AHOM SIGN SECTION                      | Ahom-Zeichen Trenner                      |
| U+1173E (71486) | 𑜾               | andere Interpunktion                    | links nach rechts           | AHOM SIGN RULAI                        | Ahom-Zeichen Rulai                        |
| U+1173F (71487) | 𑜿               | anderes Symbol                          | links nach rechts           | AHOM SYMBOL VI                         | Ahom-Symbol Vi                            |